# Kiss in the Blue
『Kiss in the Blue』（キス・イン・ザ・ブルー）は、宮坂香帆による日本の漫画作品。
『少女コミック』（小学館）にて1997年17号から1998年16号まで連載された。単行本は全4巻、文庫版全2巻。

## あらすじ
3年前の夏、レイプされた過去を持つがその時の記憶が曖昧な女子高生・佐伯千世は、自分と同じ場所に同じ十字の傷を持つクラスメイト・葛城薫と知り合う。彼は幼い頃の思い出のあの少年なのか、記憶が蘇り始めるが、薫が3年前自分をレイプした男たちと関係があることが判明する。

## 登場人物
佐伯 千世（さえき ちせ）
高校1年生。3年前にレイプされた過去があるが、その時の記憶が欠けている。首元に子供の頃に負った十字の傷痕がある。両親は離婚しており、母親と弟・聖彦（きよひこ）との3人暮らし。
葛城薫（後述）とは、小学生の頃に出会っている。高校1年生の夏、薫と再会し、様々な困難に巻き込まれていく。
葛城 薫（かつらぎ かおる）
千世のクラスメイト。小学生の時に父親が自殺し、母子家庭で育つ。父の死以来、母が入退院を繰り返し、その治療費捻出のためにバイトに明け暮れており、学校にはほとんど来ていない。3年前、父親を自殺に追い込んだ千世の父親を襲うよう田宮に指示したが、田宮が千世をレイプしたのは全くの計画外で、高校で千世に再会してからは、気付かれないように陰で助けてきた。
春川 たまき（はるかわ たまき）
千世のクラスメイト。ヤンキーだが千世とは親友。
田宮（たみや）
3年前、薫に頼まれて千世の父親を襲おうとするが逃げられ、直後に父を追って現場に来た千世をレイプする。額の右側に、抵抗した千世が負わせた傷痕がある。
高原 行雄（たかはら ゆきお）
千世の父親。大手医療機器メーカー社長。最愛の女性・美佐子との間に産まれた千世を溺愛しており、千世が薫と交際するようになってから、妨害するように。千世を奪っていく薫を憎悪し拳銃自殺を図るが、千世に止められる。その後、事件の真相が明らかになり、警察に逮捕される。
最終回では、拘置所に収監されており、面会に来た薫から正式に、「お嬢さんを下さい」と告げられる。
葛城 浩平（かつらぎ こうへい）
薫の父親。14年前、殺人事件の被疑者として無期懲役刑を受け、獄中で自殺した。
羽嶋 操（はねしま みさお）
薫に並ぶワルとして名を馳せたヤンキー。少年鑑別所に入っていた。千世を気に入る。
千世たちが2年生に進級してすぐ、千世たちが通う高校に転校してくる。
日下 美佐子（くさか みさこ）
行雄の大学からの友人。千世の本当の母親。14年前の殺人事件で重傷を負い植物状態になる。
刑部 朱里（おさかべ しゅり）
薫が中学生の時に補導などで世話になった刑事の妹。薫のことが好き。
執拗に千世に嫌がらせを繰り返し、ついには薫の目の前で自殺未遂。搬送された病院で、過去に妊娠したのは薫の子ではない事を、兄に告白する。
刑部 刑事（おさかべ けいじ）
朱里の兄。薫が中学生時代に世話になった刑事。
未だに薫を想い続けている朱里を案じ、「現れても無視してくれ。」と懇願する。
佐伯 聖彦（さえき きよひこ）
千世の弟。姉思いで、行雄が千世と薫の仲を裂くため転校させようとした時に、たまきと一緒に転校を阻止。

## 書誌情報
宮坂香帆 『Kiss in the Blue』
- 単行本（小学館〈フラワーコミックス〉全4巻）
  1. 1998年1月26日発売、ISBN 4-09-137193-0
  2. 1998年4月23日発売、ISBN 4-09-137194-9
  3. 1998年7月25日発売、ISBN 4-09-137195-7
  4. 1998年9月26日発売、ISBN 4-09-137196-5
- 文庫版（小学館〈小学館漫画文庫〉全2巻）
  1. 2005年9月15日発売、ISBN 4-09-191661-9
  2. 2005年9月15日発売、ISBN 4-09-191662-7